# Echinopsis ferox
Echinopsis ferox är en kaktusväxtart som först beskrevs av Nathaniel Lord Britton och Joseph Nelson Rose, och fick sitt nu gällande namn av Curt Backeberg. Echinopsis ferox ingår i släktet Echinopsis och familjen kaktusväxter. Inga underarter finns listade i Catalogue of Life.

## Bildgalleri

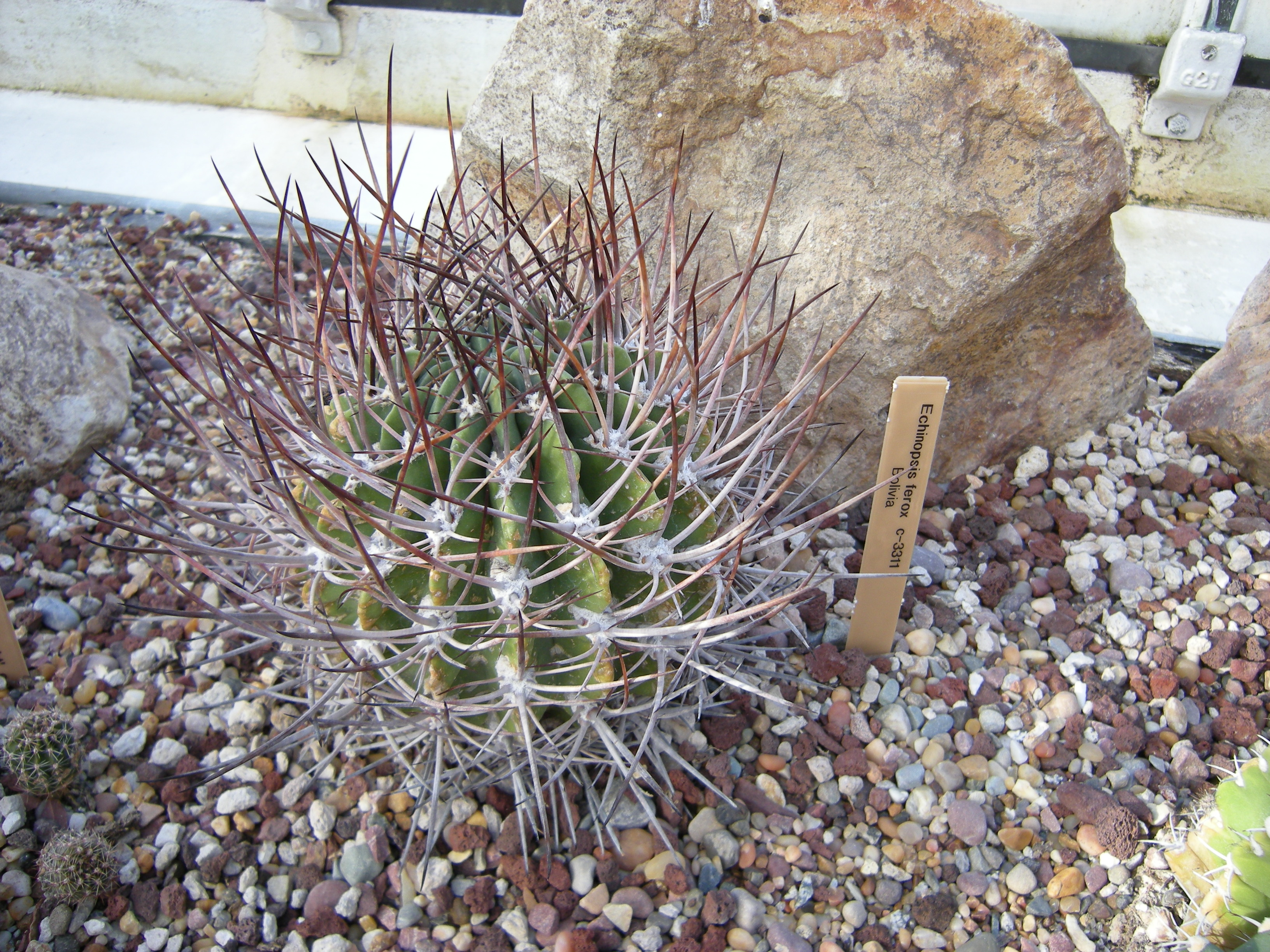
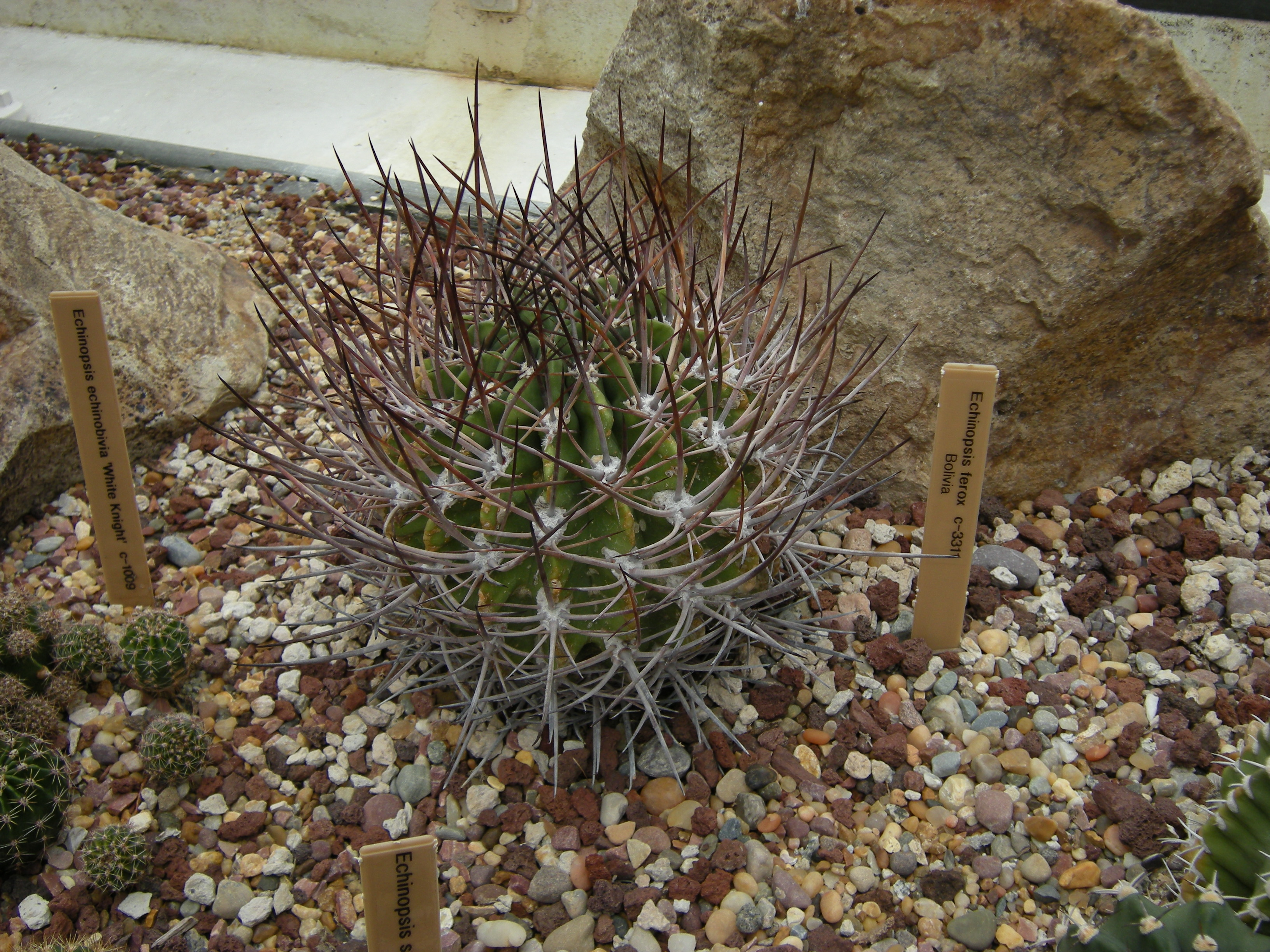
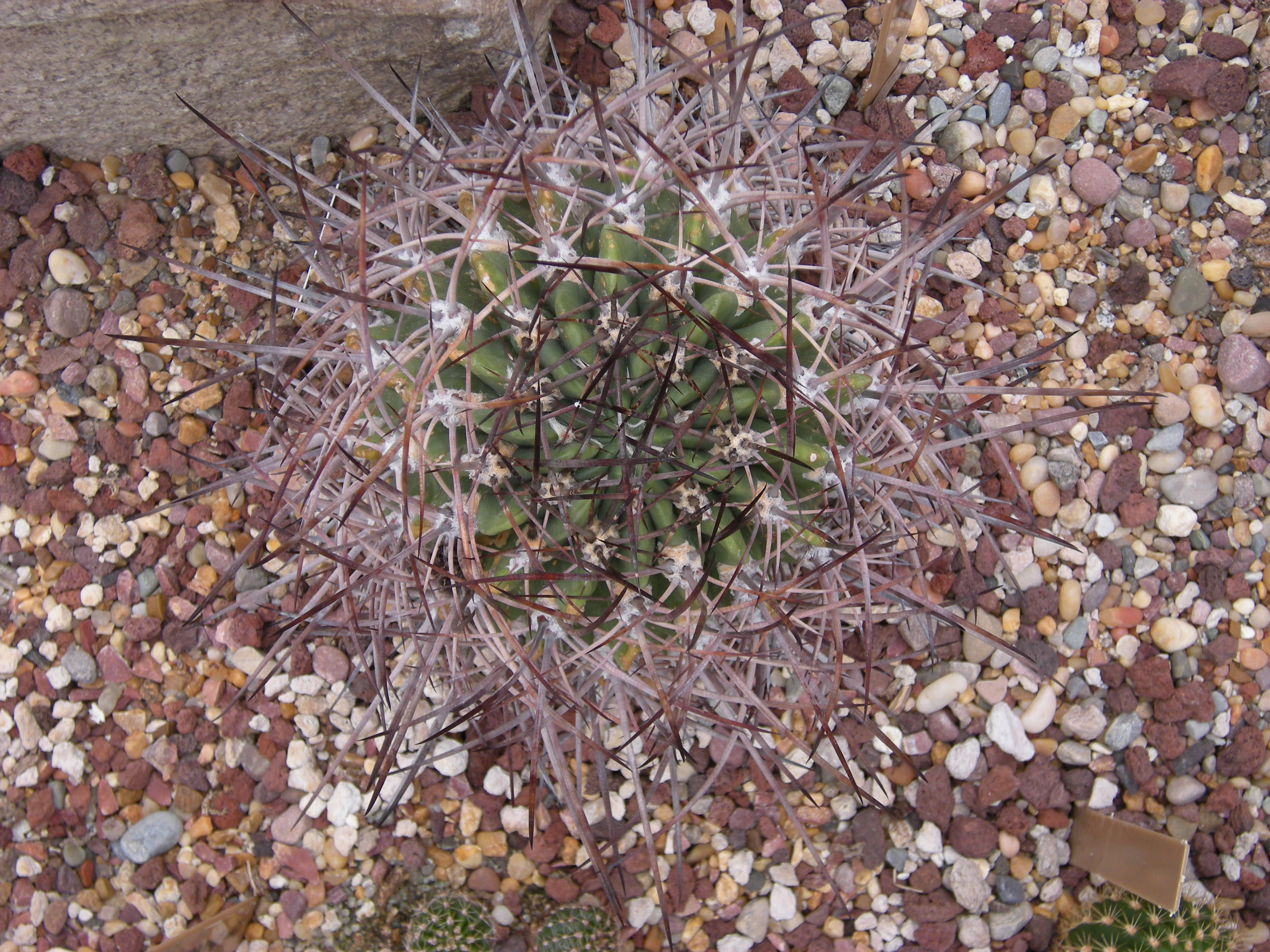
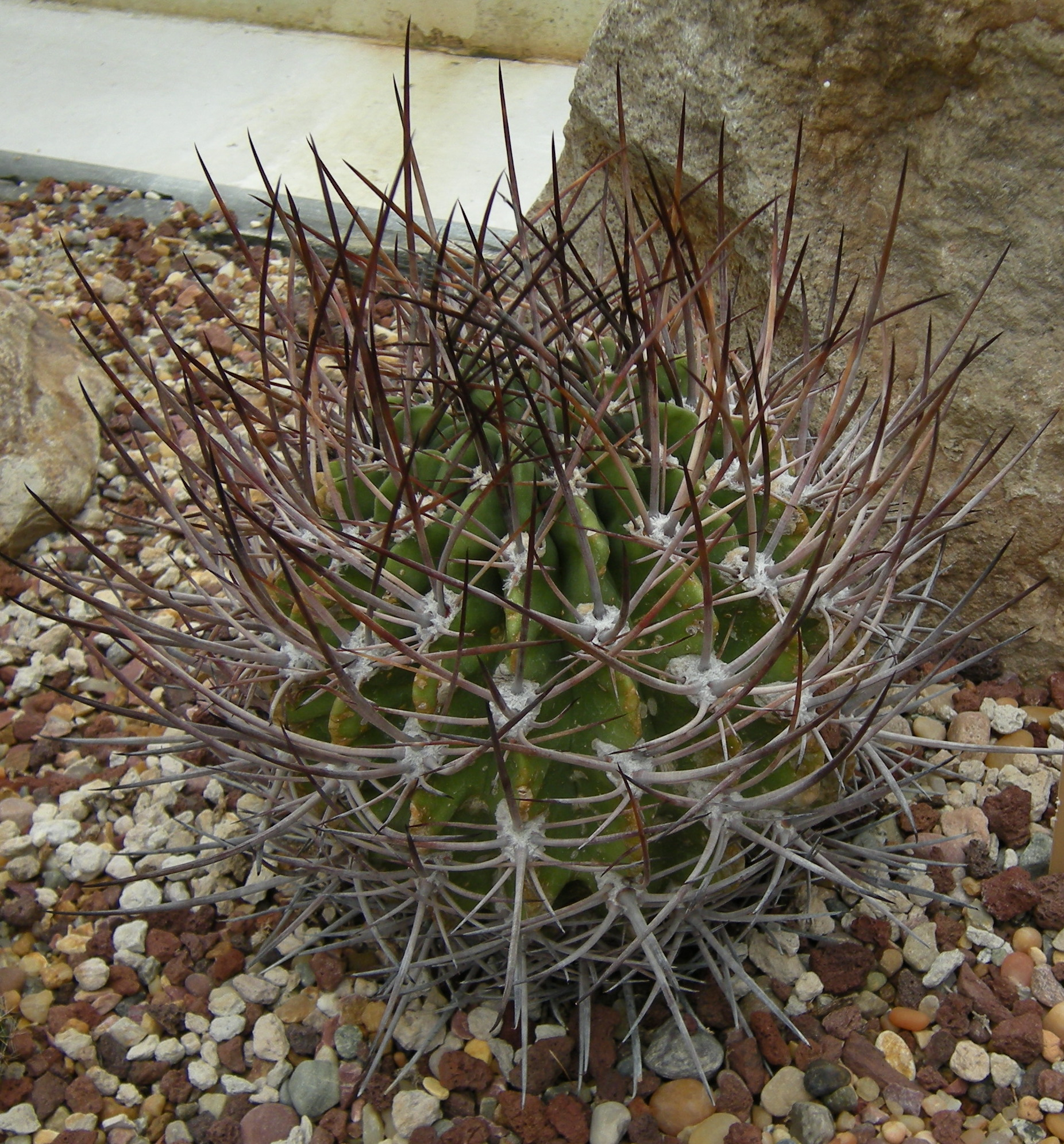